# Jiří Němec
Jiří Němec, češki nogometaš, * 15. maj 1966, Pacov.
Za češkoslovaško in češko nogometno reprezentanco je skupaj nastopil 84 krat.